# José Azevedo
Pour les articles homonymes, voir Azevedo.
José Bento Azevedo Carvalho, né le 19 septembre 1973 à Vila do Conde, est un coureur cycliste et directeur sportif portugais. Coureur professionnel de 1994 à 2008, il a participé à cinq Tours de France de 2002 à 2006, dont deux en tant que coéquipier de Lance Armstrong (2004 et 2005). Il a terminé sixième et cinquième du classement général en 2002 et 2004. Directeur sportif de 2010 à 2016, il est à la tête de l'encadrement sportif de l'équipe russe Katusha en 2014, puis manager général à partir de 2017 année où elle devient Katusha-Alpecin sous licence suisse. En 2020, il rejoint pour une année le staff de l'équipe française Nippo Delko One Provence.

## Biographie
Il commence sa carrière professionnelle en 1994 au sein de la formation Recer-Boavista. En 1997, alors qu'il détient le maillot jaune sur les épaules, à l'issue de l'étape reine du Tour du Portugal, il recule jusqu'à la 20e place du classement général.
Il termine sa carrière dans l'équipe Benfica en 2008.
En 2012, un rapport de l'Agence américaine antidopage basé sur des révélations de Floyd Landis atteste que José Azevedo a bénéficié d'une transfusion sanguine lors du Tour de France 2004, tout comme ses coéquipiers de l'US Portal Service.
Directeur sportif de l'équipe russe Katusha à partir de 2014, il en est le manager général entre 2017 et 2019. D'abord arrivé en tant que directeur sportif, il est nommé le 7 mai 2020 manager de la ProTeam française Nippo Delko One Provence à la suite de la démission de Frédéric Rostaing en février,.

## Palmarès et classements mondiaux

### Palmarès année par année
- 1993
  - 3e étape du Grand Prix Abimota
- 1994
  - Grand Prix d'Almocageme :
    - Classement général
    - 2e et 3e étapes
- 1995
  - Prologue du Grand Prix Jornal de Noticias
  - 2e du Circuit de Malveira
  - 3e du Grand Prix Sport Noticias
- 1996
  -  Champion du Portugal du contre-la-montre
  - Classement général du Grand Prix International Costa Azul
  - 3e étape du Grand Prix Abimota
  - 1re étape du Grande Prémio do Minho
  - Grand Prix d'Almocageme :
    - Classement général
    - 1re étape
- 1997
  -  Champion du Portugal du contre-la-montre
  - 11e étape du Tour du Portugal (contre-la-montre)
  - Grand Prix Abimota :
    - Classement général
    - 4e étape

  - Grand Prix Sport Noticias :
    - Classement général
    - Prologue
- 1998
  - 5e étape du Tour du Portugal (contre-la-montre)
  - Tour du Portugal de l'Avenir :
    - Classement général
    - Prologue et 2e étape

  - Trophée Joaquim Agostinho :
    - Classement général
    - 3e et 5e étapes
- 1999
  - 3e étape du Grand Prix Sport Noticias
  - 4e étape du Trophée Joaquim-Agostinho
  - 5e étape du Grand Prix Abimota
  - 2e du Trophée Joaquim-Agostinho
  - 2e du Grand Prix Abimota
  - 3e du championnat du Portugal du contre-la-montre
- 2000
  - 5e étape du Tour de l'Algarve
  - 4e étape du Tour des Asturies
  - Classement général du Grand Prix Portugal Telecom
  - Prologue du Grand Prix Sport Noticias
  - 2e du Tour de l'Algarve
  - 2e de la Clássica da Primavera
  - 2e du Grand Prix Jornal de Noticias
- 2001
  -  Champion du Portugal du contre-la-montre
  - 3e étape du Tour de l'Algarve
  - 2e du Tour de l'Algarve
  - 5e de Paris-Nice
  - 5e du Tour d'Italie
  - 8e du Tour du Pays basque
- 2002
  - 4e étape du Tour de France (contre-la-montre par équipes)
  - 1re étape du Tour d'Espagne (contre-la-montre par équipes)
  - 2e de la Bicyclette basque
  - 3e du Grand Prix du Midi libre
  - 5e de la Flèche wallonne
  - 6e du Tour de France
- 2003
  - 5e étape du Tour d'Allemagne
  - 1re étape du Tour d'Espagne (contre-la-montre par équipes)
  - 2e du Tour d'Allemagne
- 2004
  - 4e étape du Tour de France (contre-la-montre par équipes)
  - 5e du Tour de France
  - 10e de Paris-Nice
- 2005
  - 4e étape du Tour de France (contre-la-montre par équipes)
- 2006
  - 4e du Critérium du Dauphiné libéré
  - 6e de Paris-Nice
  - 10e du Tour du Pays basque
- 2007
  - 4e étape du Grand Prix CTT Correios de Portugal
  - 2e du championnat du Portugal sur route
- 2008
  - 3e de la Rota do Vinho Verde

### Résultats sur les grands tours

#### Tour de France
5 participations
- 2002 : 6e, vainqueur de la 4e étape (contre-la-montre par équipes)
- 2003 : 26e
- 2004 : 5e, vainqueur de la 4e étape (contre-la-montre par équipes)
- 2005 : 30e, vainqueur de la 4e étape (contre-la-montre par équipes)
- 2006 : 19e

#### Tour d'Italie
1 participation
- 2001 : 5e

#### Tour d'Espagne
5 participations
- 1996 : abandon (16e étape)
- 1997 : abandon (13e étape)
- 2002 : 34e
- 2003 : abandon, vainqueur de la 1re étape (contre-la-montre par équipes)
- 2005 : non-partant (13e étape)

### Classements mondiaux
| Année           | 2007 | 2008 |
| --------------- | ---- | ---- |
| UCI Europe Tour | 119e | 571e |